# Association sportive jeunesse Soyaux-Charente 2021-2022
Questa voce raccoglie le informazioni riguardanti la squadra femminile dell'Association sportive jeunesse Soyaux-Charente nelle competizioni ufficiali della stagione 2021-2022.

## Divise e sponsor
La grafica delle divise casalinghe ripropone i colori sociali del club, il blu e il bianco. Il main sponsor era Item Telecom, lo sponsor tecnico, fornitore delle tenute da gioco, Macron.
| Casa | Trasferta |

## Organigramma societario
Area tecnica
- Allenatore: Dragan Cvetkovic
- Vice allenatore: Samuel Fau, Erwan Huet
- Preparatore dei portieri: Guillaume Riviere
- Preparatore atletico:
- Medico sociale: Cédric Poirier
- Fisioterapista:

## Rosa
Rosa, ruoli e numeri di maglia come da sito ufficiale aggiornata al 31 gennaio 2021.
| N. |                        | Ruolo | Calciatrice             |
| -- | ---------------------- | ----- | ----------------------- |
| 1  | Francia (bandiera)     | P     | Maïssane Letapissier    |
| 2  | Francia (bandiera)     | D     | Anaïs Dumont (capitano) |
| 3  | Germania (bandiera)    | D     | Rachel Avant            |
| 4  | Francia (bandiera)     | D     | Camille Collin          |
| 5  | Francia (bandiera)     | D     | Lisa Martinez           |
| 7  | Francia (bandiera)     | C     | Anna Clérac             |
| 8  | Russia (bandiera)      | C     | Elizaveta Danilova      |
| 9  | Israele (bandiera)     | C     | Eden Avital             |
| 10 | Francia (bandiera)     | C     | Anissa Lahmari          |
| 11 | Paesi Bassi (bandiera) | A     | Corina Luijks           |
| 12 | Canada (bandiera)      | C     | Vanessa Gregoire        |
| 13 | Francia (bandiera)     | C     | Sarah Zahot             |
| 14 | Francia (bandiera)     | C     | Cathy Couturier         |
| 15 | Francia (bandiera)     | A     | Shana Battouri          |
| 16 | Francia (bandiera)     | P     | Laëtitia Philippe       |

| N. |                           | Ruolo | Calciatrice           |
| -- | ------------------------- | ----- | --------------------- |
| 17 | Francia (bandiera)        | A     | Laura Bourgouin       |
| 18 | Francia (bandiera)        | D     | Emeline Saint-Georges |
| 19 | Francia (bandiera)        | A     | Carla Cosme           |
| 20 | Camerun (bandiera)        | D     | Mireille Tchengang    |
| 21 | Tunisia (bandiera)        | A     | Ella Kaabachi         |
| 22 | Francia (bandiera)        | C     | Siga Tandia           |
| 23 | Svezia (bandiera)         | A     | Lova Lundin           |
| 24 | Costa d'Avorio (bandiera) | A     | Binta Diakité         |
| 25 | Francia (bandiera)        | A     | Marie-Charlotte Léger |
| 29 | Francia (bandiera)        | C     | Kelly Gadéa           |
| 30 | Francia (bandiera)        | P     | Romane Munich         |
| 40 | Francia (bandiera)        | P     | Raphaëlle Dubois      |
|    | Argentina (bandiera)      | A     | Julieta Lema          |
|    | Kenya (bandiera)          | P     | Lilian Awuor          |

## Calciomercato

### Sessione estiva
| Acquisti | Acquisti          | Acquisti       | Acquisti   |
| R.       | Nome              | da             | Modalità   |
| -------- | ----------------- | -------------- | ---------- |
| P        | Laëtitia Philippe | Issy           | definitivo |
| D        | Samantha Johnson  | Melbourne City | definitivo |
| D        | Laurine Pinot     | Issy           | definitivo |
| C        | Sydney Blomquist  | Ferroviária    | definitivo |
| C        | Eden Avital       | Kiryat Gat     | definitivo |
| C        | Ella Kaabachi     | Issy           | definitivo |
| C        | Anissa Lahmari    | Guingamp       | definitivo |
| A        | Lova Lundin       | Dux Logroño    | definitivo |
| A        | Onyinyechi Zogg   | Zurigo         | definitivo |

| Cessioni | Cessioni                | Cessioni     | Cessioni      |
| R.       | Nome                    | a            | Modalità      |
| -------- | ----------------------- | ------------ | ------------- |
| D        | Paige Culver            | Bordeaux     | definitivo    |
| D        | Marine Perea            | Bordeaux     | fine prestito |
| D        | Chelsea Surpris         | Yzeure       | definitivo    |
| C        | Alice Benoît            | Sassuolo     | definitivo    |
| C        | Agathe Donnary          | Issy         | definitivo    |
| A        | Latifah Abdu            | Metz         | definitivo    |
| A        | Henriette Akaba         | Santa Teresa | definitivo    |
| A        | Nara Estefânia da Costa | Vendenheim   | definitivo    |
| A        | Nina Stapelfeldt        | Milan        | definitivo    |

### Sessione invernale
| Acquisti | Acquisti | Acquisti | Acquisti |
| R.       | Nome     | da       | Modalità |
| -------- | -------- | -------- | -------- |
|          |          |          |          |

| Cessioni | Cessioni          | Cessioni        | Cessioni   |
| R.       | Nome              | a               | Modalità   |
| -------- | ----------------- | --------------- | ---------- |
| P        | Laëtitia Philippe | Bordeaux        | definitivo |
| C        | Sydney Blomquist  | Avaldsnes       | definitivo |
| A        | Onyinyechi Zogg   | Turbine Potsdam | definitivo |

### Operazioni esterne alle sessioni
| Acquisti | Acquisti | Acquisti | Acquisti |
| R.       | Nome     | da       | Modalità |
| -------- | -------- | -------- | -------- |
|          |          |          |          |

| Cessioni | Cessioni | Cessioni  | Cessioni   |
| R.       | Nome     | a         | Modalità   |
| -------- | -------- | --------- | ---------- |
| D        | Tamires  | San Paolo | definitivo |

## Risultati

### Division 1

#### Girone di andata
| Arbitro: | Rochebilière |

|                                   |           |  |
| Rowswell 39’ (aut.) Bourgouin 87’ | Marcatori |  |

| Arbitro: | Guillot |

|                                                                       |           |  |
| Folkertsma 2’ Berkely 29’ Lardez 36’ Gomes 43’ Cardia 79’ Snoeijs 81’ | Marcatori |  |

| Arbitro: | Charlène Laur |

|  |           |                          |
|  | Marcatori | 33’ Katoto 67’ Baltimore |

| Arbitro: | Elbour |

|                |           |  |
| Karczewska 39’ | Marcatori |  |

| Arbitro: | Vanderstichel |

|           |           |                     |
| Gadéa 51’ | Marcatori | 24’, 52’ Oparanozie |

| Arbitro: | Alexandra Collin |

|                                               |           |  |
| Sow 37’ Butel 51’ Matéo 63’ Corboz 78’ (rig.) | Marcatori |  |

| Arbitro: | Audrey Gerbel |

|           |           |                                                                       |
| Luijks 6’ | Marcatori | 5’ Macario 13’, 39’ Signe Bruun 28’ Cayman 76’ Malard 79’ Mbock Bathy |

| Arbitro: | Rochebilière |

|                           |           |                                |
| Renard 57’ Teinturier 65’ | Marcatori | 37’ (rig.) Léger 85’ Bourgouin |

| Arbitro: | Gerbel |

|                          |           |                  |
| Battouri 70’ Lahmari 82’ | Marcatori | 21’ (aut.) Léger |

| Arbitro: | Guillot |

|                                 |           |          |
| Corboz 60’ Bussy 87’ Feller 90’ | Marcatori | 58’ Dear |

| Arbitro: | Rochebilière |

|  |           |                 |
|  | Marcatori | 20’ Škorvánková |

#### Girone di ritorno
| Arbitro: | Savina Elbour |

|                                                                                  |           |  |
| Hegerberg 19’, 52’, 70’ Macario 38’, 87’ Mbock Bathy 45’ Malard 71’ Benyahia 77’ | Marcatori |  |

| Arbitro: | Savina Elbour |

|             |           |                              |
| Lahmari 64’ | Marcatori | 36’, 47’ Matéo 80’ Ribadeira |

| Arbitro: | Benmahammed |

|  |           |            |
|  | Marcatori | 42’ Tandia |

| Arbitro: | Gonçalves |

|                                                    |           |            |
| Thornton 7’ Louis 17’, 40’ Borgella 45’ Daniel 56’ | Marcatori | 81’ Avital |

| Arbitro: | Beyer |

|  |           |                                    |
|  | Marcatori | 53’ Dufour 90’ Gomes 90+3’ Garbino |

| Arbitro: | Gabrielle Guillot |

|                          |           |  |
| Karchaoui 13’ Diallo 84’ | Marcatori |  |

| Arbitro: | Guillot |

|  |           |                      |
|  | Marcatori | 55’ (rig.) Grabowska |

| Arbitro: | Elbour |

|                    |           |                         |
| Collin-Rougier 50’ | Marcatori | 32’ Louis 83’ Romanenko |

| Arbitro: | Beyer |

|                              |           |  |
| Robert 12’, 86’ Fowler 90+1’ | Marcatori |  |

| Arbitro: | Gerbel |

|                             |           |  |
| Collin-Rougier 66’ Kome 74’ | Marcatori |  |

| Arbitro: | Collin |

|  |           |                           |
|  | Marcatori | 41’, 63’ Avital 85’ Léger |

### Coppa di Francia
| Arbitro: | Benmahammed |

|                            |           |           |
| Bourgouin 79’ Battouri 85’ | Marcatori | 47’ Ninot |

| Arbitro: | Rochebilière |

|                                                        |                      |                                                      |
| Léger 9’ Bourgouin 86’                                 | Marcatori            | 39’ (rig.) Eninger 47’ Eloissaint                    |
| Gadéa Kaabachi Couturier Léger Bourgouin Saint-Georges | Tiri di rigore 4 – 3 | Oillic Diaz Lelarge Dhaeyer Charlotte Lorgeré Gagnet |

## Statistiche

### Statistiche di squadra
| Competizione     | Punti | In casa | In casa | In casa | In casa | In casa | In casa | In trasferta | In trasferta | In trasferta | In trasferta | In trasferta | In trasferta | Totale | Totale | Totale | Totale | Totale | Totale | DR  |
| Competizione     | Punti | G       | V       | N       | P       | Gf      | Gs      | G            | V            | N            | P            | Gf           | Gs           | G      | V      | N      | P      | Gf     | Gs     | DR  |
| ---------------- | ----- | ------- | ------- | ------- | ------- | ------- | ------- | ------------ | ------------ | ------------ | ------------ | ------------ | ------------ | ------ | ------ | ------ | ------ | ------ | ------ | --- |
| Division 1       | 16    | 11      | 3       | 0       | 8       | 10      | 21      | 11           | 2            | 1            | 8            | 8            | 34           | 22     | 5      | 1      | 16     | 18     | 55     | -37 |
| Coppa di Francia | -     | 2       | 1       | 1       | 0       | 4       | 3       | -            | -            | -            | -            | -            | -            | 2      | 1      | 1      | 0      | 4      | 3      | +1  |
| Totale           | -     | 13      | 4       | 1       | 8       | 14      | 24      | 11           | 2            | 1            | 8            | 8            | 34           | 24     | 6      | 2      | 16     | 22     | 58     | -36 |

### Andamento in campionato
| Giornata  | 1 | 2 | 3 | 4 | 5  | 6  | 7  | 8  | 9 | 10 | 11 | 12 | 13 | 14 | 15 | 16 | 17 | 18 | 19 | 20 | 21 | 22 |
| --------- | - | - | - | - | -- | -- | -- | -- | - | -- | -- | -- | -- | -- | -- | -- | -- | -- | -- | -- | -- | -- |
| Luogo     | C | T | C | T | C  | T  | C  | T  | C | T  | C  | T  | C  | T  | T  | C  | T  | C  | C  | T  | C  | T  |
| Risultato | V | P | P | P | P  | P  | P  | N  | V | P  | P  | P  | P  | V  | P  | P  | P  | P  | P  | P  | V  | V  |
| Posizione | 4 | 7 | 8 | 9 | 11 | 12 | 12 | 10 | 9 | 9  | 10 | 10 | 10 | 10 | 10 | 11 | 11 | 11 | 11 | 11 | 11 | 9  |

Legenda:

Luogo: C = Casa; T = Trasferta. Risultato: V = Vittoria; N = Pareggio; P = Sconfitta.

### Statistiche delle giocatrici
| Giocatore         | Division 1 | Division 1 | Division 1  | Division 1 | Coppa di Francia | Coppa di Francia | Coppa di Francia | Coppa di Francia | Totale   | Totale | Totale      | Totale     |
| Giocatore         | Presenze   | Reti       | Ammonizioni | Espulsioni | Presenze         | Reti             | Ammonizioni      | Espulsioni       | Presenze | Reti   | Ammonizioni | Espulsioni |
| ----------------- | ---------- | ---------- | ----------- | ---------- | ---------------- | ---------------- | ---------------- | ---------------- | -------- | ------ | ----------- | ---------- |
| A. Abdourahim     | 3          | 0          | 0           | 0          | -                | -                | -                | -                | 3        | 0      | 0           | 0          |
| R. Avant          | 12         | 0          | 1           | 0          | -                | -                | -                | -                | 12       | 0      | 1           | 0          |
| E. Avital         | 12         | 0          | 1           | 0          | 1                | 0                | 1                | 0                | 13       | 0      | 2           | 0          |
| L. Awuor          | 1          | -5         | 0           | 0          | 1                | 0                | 0                | 0                | 2        | -5     | 0           | 0          |
| S. Battouri       | 21         | 1          | 4           | 0          | 2                | 1                | 2                | 0                | 23       | 2      | 6           | 0          |
| S. Blomquist      | 2          | 0          | 0           | 0          | -                | -                | -                | -                | 2        | 0      | 0           | 0          |
| L. Bourgouin      | 22         | 3          | 3           | 0          | 2                | 2                | 1                | 0                | 24       | 5      | 4           | 0          |
| A. Clerac         | 6          | 0          | 2           | 0          | -                | -                | -                | -                | 6        | 0      | 2           | 0          |
| C. Collin-Rougier | 21         | 2          | 3           | 0          | 2                | 0                | 0                | 0                | 23       | 2      | 3           | 0          |
| C. Cosme          | 7          | 0          | 0           | 0          | 1                | 0                | 0                | 0                | 8        | 0      | 0           | 0          |
| C. Couturier      | 22         | 0          | 1           | 0          | 2                | 0                | 0                | 0                | 24       | 0      | 1           | 0          |
| E. Danilova       | 4          | 0          | 0           | 0          | -                | -                | -                | -                | 4        | 0      | 0           | 0          |
| B. Diakité        | 10         | 0          | 0           | 0          | 1                | 0                | 0                | 0                | 11       | 0      | 0           | 0          |
| R. Dubois         | 0          | 0          | 0           | 0          | -                | -                | -                | -                | 0        | 0      | 0           | 0          |
| K. Gadéa          | 16         | 1          | 2           | 0          | 1                | 0                | 0                | 0                | 17       | 1      | 2           | 0          |
| V. Grégoire       | -          | -          | -           | -          | -                | -                | -                | -                | -        | -      | -           | -          |
| S. Johnson        | 1          | 0          | 1           | 0          | -                | -                | -                | -                | 1        | 0      | 1           | 0          |
| E. Kaabachi       | 21         | 0          | 5           | 0          | 2                | 0                | 0                | 0                | 23       | 0      | 5           | 0          |
| A. Keïta          | 4          | 0          | 0           | 0          | 1                | 0                | 1                | 0                | 5        | 0      | 1           | 0          |
| F. Kome           | 3          | 1          | 0           | 0          | -                | -                | -                | -                | 3        | 1      | 0           | 0          |
| A. Lahmari        | 12         | 2          | 2           | 0          | 1                | 0                | 0                | 0                | 13       | 2      | 2           | 0          |
| M-C. Léger        | 21         | 2          | 3           | 0          | 1                | 1                | 0                | 0                | 22       | 3      | 3           | 0          |
| J. Lema           | 3          | 0          | 0           | 0          | -                | -                | -                | -                | 3        | 0      | 0           | 0          |
| C. Luijks         | 10         | 1          | 0           | 0          | -                | -                | -                | -                | 10       | 1      | 0           | 0          |
| L. Lundin         | 3          | 0          | 0           | 0          | -                | -                | -                | -                | 3        | 0      | 0           | 0          |
| L. Martinez       | 5          | 0          | 3           | 0          | -                | -                | -                | -                | 5        | 0      | 3           | 0          |
| R. Munich         | 18         | -45        | 0           | 0          | 1                | -2               | 0                | 0                | 19       | -47    | 0           | 0          |
| L. Philippe       | 3          | -5         | 0           | 0          | 1                | -1               | 0                | 0                | 4        | -6     | 0           | 0          |
| C. Pimbert        | 0          | 0          | 0           | 0          | 1                | 0                | 0                | 0                | 1        | 0      | 0           | 0          |
| L. Pinot          | -          | -          | -           | -          | -                | -                | -                | -                | -        | -      | -           | -          |
| É. Saint-Georges  | 17         | 0          | 1           | 0          | 1                | 0                | 0                | 0                | 18       | 0      | 1           | 0          |
| Y. Shuhui         | 9          | 0          | 1           | 0          | 2                | 0                | 1                | 0                | 11       | 0      | 2           | 0          |
| S. Tandia         | 21         | 1          | 1           | 0          | 2                | 0                | 1                | 0                | 23       | 1      | 2           | 0          |
| M. Tchengang      | 5          | 0          | 0           | 0          | -                | -                | -                | -                | 5        | 0      | 0           | 0          |
| S. Zahot          | -          | -          | -           | -          | -                | -                | -                | -                | -        | -      | -           | -          |
| O. Zogg           | 11         | 0          | 1           | 0          | -                | -                | -                | -                | 11       | 0      | 1           | 0          |